# Dipartimento di General San Martín (Córdoba)
General San Martín è un dipartimento argentino, situato nella parte centrale della provincia di Córdoba, con capoluogo Villa María.

## Geografia fisica
Esso confina a nord con il dipartimento di Río Segundo, ad est con quello di Unión, a sud-ovest con il dipartimento di Juárez Celman, e ad ovest con quello di Tercero Arriba.
Il dipartimento è suddiviso nelle seguenti pedanie: Algodón, Chazón, Mojarras, Villa María, Villa Nueva, Yucat.

## Società

### Evoluzione demografica
Secondo il censimento del 2001, su un territorio di 5.006 km², la popolazione ammontava a 116.107 abitanti, con un aumento demografico del 10,41% rispetto al censimento del 1991.

## Amministrazione
Nel 2001 il dipartimento comprendeva 15 municipalità (municipios in spagnolo):
- Arroyo Algodón
- Arroyo Cabral
- Ausonia
- Chazón
- La Laguna
- La Palestina
- La Playosa
- Luca
- Pasco
- Silvio Pellico
- Ticino
- Tío Pujio
- Villa María
- Villa Nueva
- Etruria